# Cordia trichotoma
El petiribí o peteribí (Cordia trichotoma) es un árbol maderable valioso, endémico de Sudamérica: Bolivia, Ecuador, Paraguay, Brasil, Argentina.

## Descripción
Es una especie pionera con muy alto poder de dispersión de semillas. Coloniza rozados (incendios), chacras y sobre todo claros de la selva.
La forma de la copa es redondeada y densa, con fuste cilíndrico, de hasta 25 m de longitud, presentando aletas en la base. La madera es parda verdosa, con una densidad de 0,65-0,78 g/cm³. Es una madera muy bien valorada en el mercado mundial: muebles, revestimientos, láminas; construcciones civiles, construcción de toneles, embarcaciones; carpintería, chapas, torneados, esculturas, machimbre, cabos de herramientas; hélices de aviones livianos. Además es melífero y ornamental.

## Plagas y enfermedades
Tanto Cistudinella sp. como Psalidonota contemta (coleópteros de los Chrysomelidae) atacan y afectan el sistema foliar y hacen imposible la silvicultura en la provincia de Misiones, Argentina.

## Taxonomía
Cordia trichotoma fue descrita por (Vell.) Arráb. ex Steud. y publicado en Nomenclator Botanicus 419. 1840.
Etimología
Cordia: nombre genérico otorgado en honor del botánico alemán Valerius Cordus (1515-1544).
 trichotoma: epíteto latino que significa "ramificado en tres".
Sinonimia
- Cordia asterophora Mart. ex Fresen.
- Cordia chamissoniana var. aemilii Chodat
- Cordia chamissoniana var. blanchetii Chodat
- Cordia excelsa (Mart.) A.DC.
- Cordia formosa Chodat
- Cordia frondosa Schott
- Cordia geraschanthus Jacq.
- Cordia hassleriana Chodat
- Cordia hypoleuca A.DC.
- Cordia tomentosa Cham.
- Cordiada trichotoma Vell.
- Gerascanthus asterophorus (Mart. ex Fresen.) Borhidi
- Gerascanthus excelsus Mart.
- Gerascanthus hypoleucus (A.DC.) Borhidi
- Gerascanthus trichotomus (Vell.) M.Kuhlm. & Mattos
- Lithocardium asterophorum Kuntze
- Lithocardium excelsum Kuntze
- Lithocardium gerascanthus var. puberulum Kuntze
- Lithocardium hypoleucum Kuntze[5]

## Nombres comunes

### Encastellano
Argentina: loro negro, peteribí, peterebí hú, peterebí saiyú, guayaiví hu, loro amarillo, afata, baria amarilla.
Bolivia: piquana blanca
Ecuador: laurel negro, laurel.
Paraguay: peterevy, guajayvi hu.

### Enportugués
Brasil: claraiba, freijó, louro-pardo, louro preto, louro, louro amarelo, louromarelo, louro-batata, louro-cabeludo, louro-da-serra, peterebi, louro cascudo, cascudinho, louro do sul, louro mutamba, ajui.